# Victor Richardet
Victor Richardet est un homme politique français, né le 5 novembre 1810 à Salins-les-Bains (Jura) et mort dans la même ville le 30 septembre 1879.
Agent-voyer, il est le gérant du journal républicain La démocratie jurassienne. Il est député du Jura de 1849 à 1851, siégeant à gauche. Il est envoyé en exil après le coup d’État du 2 décembre 1851.